# Anna Fabriciusová
Anna Fabriciusová (21. února 1872, Brezno – 29. července 1960, Bratislava) byla slovenská funkcionářka ženského hnutí.

## Život
Navštěvovala lidovou školu v Brezně a poté kurzy pro rodinnou výchovu v Banské Bystrici. Žila s rodiči a do roku 1900 působila v Pittsburghu a do roku 1918 v Bratislavě a v Martině. V Pittsburghu pracovala v krajanských kulturních a sociálních spolcích a poté v kanceláři Slovenské ligy. Podporovala úsilí o vznik společného státu Čechů a Slováků. Po návratu do vlasti, uplatnila své poznatky a zkušenosti ve své další činnosti a to především v Živeně (spolek slovenských žen).
V letech 1921 až 1924 pracovala v ústředí Živeny ve funkci tajemnice pro sociální činnost a poté ve funkci podpředsedkyně. Jako předsedkyně pracovala v jejím místním odboru v Bratislavě.